# RTCN Gołogóra
Radiowo-Telewizyjne Centrum Nadawcze Gołogóra – Radiowo-Telewizyjne Centrum Nadawcze w Gołogórze, oddane do użytku w 1965 roku, dwa stalowe maszty z odciągami linowymi (wyższy ma wysokość 270 m, niższy 114,8 m) zbudowany w 1962. Obiekt pokrywa sygnałem radiowo-telewizyjnym znaczną powierzchnię: wschodnią część woj. zachodniopomorskiego oraz zachodnią część woj. pomorskiego. Właścicielem obiektu jest Emitel Sp. z o.o.
22 lipca 2011 roku rozpoczęto nadawanie MUX2 cyfrowej telewizji naziemnej (DVB-T) z masztu w Gołogórze.
26 maja 2012 roku uruchomiono nadawanie MUX1.
20 maja 2013 roku wyłączono analogowy sygnał telewizyjny, a jednocześnie uruchomiono nadawanie MUX3.

## Parametry[1]
- Wysokość posadowienia podpory anteny: 207 m n.p.m.
- Wysokość zawieszenia systemów antenowych: Radio: 166, 192, 193, TV: 214, 260, 261 m n.p.t.

## Transmitowane programy

### Programy radiowe
| LP | Program                   | Właściciel                                                               | Częstotliwość | Moc nadajnika | Polaryzacja |
| -- | ------------------------- | ------------------------------------------------------------------------ | ------------- | ------------- | ----------- |
| 1  | RMF FM                    | Radio Muzyka Fakty Sp. z o.o.                                            | 89,30 MHz     | 60 kW         | pionowa     |
| 2  | Polskie Radio Program II  | Polskie Radio S.A.                                                       | 93,80 MHz     | 60 kW         | pozioma     |
| 3  | Polskie Radio Program III | Polskie Radio S.A.                                                       | 97,40 MHz     | 60 kW         | pozioma     |
| 4  | Polskie Radio Koszalin    | Polskie Radio - Regionalna Rozgłośnia w Koszalinie "Radio Koszalin" S.A. | 103,10 MHz    | 60 kW         | pozioma     |
| 5  | Radio Zet                 | Radio ZET Sp. z o.o.                                                     | 105,30 MHz    | 30 kW         | pozioma     |
| 6  | Polskie Radio Program I   | Polskie Radio S.A.                                                       | 107,90 MHz    | 60 kW         | pozioma     |

### Programy radiowe - Cyfrowe
| LP | Program                   | Właściciel                                                               | Częstotliwość | Kanał | Moc Nadajnika | Polaryzacja | Kierunkowość | multipleks        | Polaryzacja     |
| -- | ------------------------- | ------------------------------------------------------------------------ | ------------- | ----- | ------------- | ----------- | ------------ | ----------------- | --------------- |
| 1  | Polskie Radio Program I   | Polskie Radio S.A.                                                       | 218.640 MHz   | 11B   | 9 kW          | pozioma     | kierunkowa   | MUX PR (Koszalin) | AAC/AAC+ /AAC++ |
| 2  | Polskie Radio Program II  | Polskie Radio S.A.                                                       | 218.640 MHz   | 11B   | 9 kW          | pozioma     | kierunkowa   | MUX PR (Koszalin) | AAC/AAC+ /AAC++ |
| 3  | Polskie Radio Program III | Polskie Radio S.A.                                                       | 218.640 MHz   | 11B   | 9 kW          | pozioma     | kierunkowa   | MUX PR (Koszalin) | AAC/AAC+ /AAC++ |
| 4  | Polskie Radio Czwórka     | Polskie Radio S.A.                                                       | 218.640 MHz   | 11B   | 9 kW          | pozioma     | kierunkowa   | MUX PR (Koszalin) | AAC/AAC+ /AAC++ |
| 5  | Polskie Radio Koszalin    | Polskie Radio - Regionalna Rozgłośnia w Koszalinie "Radio Koszalin" S.A. | 218.640 MHz   | 11B   | 9 kW          | pozioma     | kierunkowa   | MUX PR (Koszalin) | AAC/AAC+ /AAC++ |
| 6  | PR dla Ukrainy            | Polskie Radio S.A.                                                       | 218.640 MHz   | 11B   | 9 kW          | pozioma     | kierunkowa   | MUX PR (Koszalin) | AAC/AAC+ /AAC++ |
| 7  | Radio Poland              | Polskie Radio S.A.                                                       | 218.640 MHz   | 11B   | 9 kW          | pozioma     | kierunkowa   | MUX PR (Koszalin) | AAC/AAC+ /AAC++ |
| 8  | Studio Kołobrzeg          | Polskie Radio - Regionalna Rozgłośnia w Koszalinie "Radio Koszalin" S.A. | 218.640 MHz   | 11B   | 9 kW          | pozioma     | kierunkowa   | MUX PR (Koszalin) | AAC/AAC+ /AAC++ |
| 9  | Chopin                    | Polskie Radio S.A.                                                       | 218.640 MHz   | 11B   | 9 kW          | pozioma     | kierunkowa   | MUX PR (Koszalin) | AAC/AAC+ /AAC++ |
| 10 | Radio Kierowców           | Polskie Radio S.A.                                                       | 218.640 MHz   | 11B   | 9 kW          | pozioma     | kierunkowa   | MUX PR (Koszalin) | AAC/AAC+ /AAC++ |

### Programy telewizyjne - cyfrowe
| Nazwa multipleksu | Częstotliwość (MHz) | Kanał | Moc (kW) | Polaryzacja | Charakterystyka promieniowania | Standard nadawania | Kompresja | Data uruchomienia nadajnika |
| ----------------- | ------------------- | ----- | -------- | ----------- | ------------------------------ | ------------------ | --------- | --------------------------- |
| MUX 1             | 602 MHz             | 37    | 100 kW   | pozioma (H) | dookólna (ND)                  | DVB-T2             | HEVC      | 26 maja 2012                |
| MUX 2             | 682 MHz             | 47    | 100 kW   | pozioma (H) | dookólna (ND)                  | DVB-T2             | HEVC      | 22 lipca 2011               |
| MUX 3 (Gdańsk)    | 690 MHz             | 48    | 100 kW   | pozioma (H) | kierunkowa (D)                 | DVB-T2             | HEVC      | 20 maja 2013                |
| MUX 3 (Szczecin)  | 610 MHz             | 38    | 71 kW    | pozioma (H) | kierunkowa (D)                 | DVB-T2             | HEVC      | 28 kwietnia 2014            |
| MUX 4             | 530 MHz             | 28    | 100 kW   | pozioma (H) | dookólna (ND)                  | DVB-T2             | HEVC      | 30 czerwca 2021             |
| MUX 6             | 490 MHz             | 23    | 100 kW   | pozioma (H) | dookólna (ND)                  | DVB-T2             | HEVC      | 1 maja 2021                 |
| MUX 8             | 191,5 MHz           | 7     | 15 kW    | pozioma (H) | kierunkowa (D)                 | DVB-T              | MPEG-4    | 25 października 2016        |

### Nienadawane analogowe programy telewizyjne
Programy telewizji analogowej zostały wyłączone 20 maja 2013 r.
| LP | Program | Właściciel                  | Częstotliwość | Kanał | Moc nadajnika | Polaryzacja |
| -- | ------- | --------------------------- | ------------- | ----- | ------------- | ----------- |
| 1  | TVP1    | Telewizja Polska S.A.       | 191,25 MHz    | 8     | 80 kW         | pionowa     |
| 2  | TVP2    | Telewizja Polska S.A.       | 487,25 MHz    | 23    | 400 kW        | pozioma     |
| 3  | Polsat  | Telewizja Polsat Sp. z o.o. | 623,25 MHz    | 40    | 400 kW        | pozioma     |